# سید ابوالفضل رضوی
سید ابوالفضل رضوی (زادهٔ ۱۳۳۵ در خمین) نمایندهٔ حوزهٔ انتخابیهٔ نائین در دورهٔ ششم مجلس شورای اسلامی بوده‌است. وی پیش‌تر در دورهٔ پنجم نیز عضو این مجلس بود.
او در دولت یازدهم، معاون توسعه روستایی و مناطق محروم رئیس‌جمهور ،‌حسن روحانی ، بوده‌است.